# Passalus nodifrons
Passalus nodifrons là một loài bọ cánh cứng trong họ Passalidae. Loài này được Dibb miêu tả khoa học năm 1948.